# عرعار
العرعار أو السَّنْدَرك أو التويا العقدية جنس من الأشجار الصنوبرية دائمة الخضرة التي تنتمي للفصيلة السرو، وتحتوي على نوع واحد فقط هو العرعار المفصلي، والذي يعرف أيضا باسم أشجار رهج الغار، أو الثويا المفصلية، أو الثويا البربرية.

## الموطن
تتوطن أشجار نبات العرعار في منطقة غرب البحر الأبيض المتوسط، وموطنها الأصلي هو شمال غرب إفريقيا في منطقة جبال أطلس الواقعة في المغرب والجزائر وتونس، إلى جانب مجموعتين صغيرتين توجدان في مالطا، وبالقرب من قرطاجنة في جنوبي شرق إسبانيا.
ينمو العرعار على ارتفاعات منخفضة نسبيًا في مناخ البحر الأبيض المتوسط شبه الاستوائي الحار والجاف.

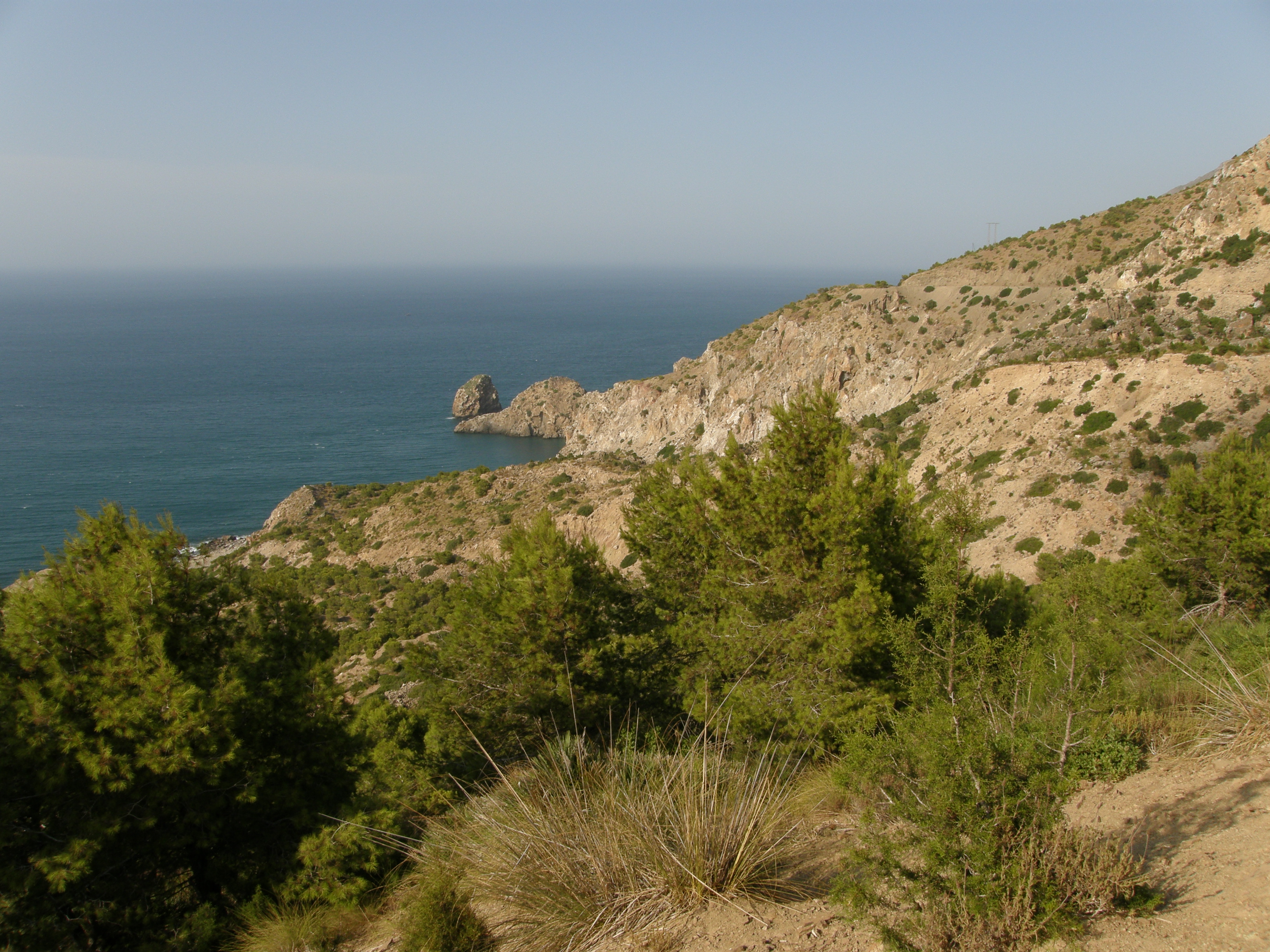
غابات أشجار العرعار في حديقة الحسيمة الوطنية

شجرة العرعار هي شجرة صغيرة بطيئة النمو يتراوح ارتفاعها ما بين 6-15 مترًا، ونادرًا ما يصل إلى 20 مترًا، ويبلغ قطر جذعها 0.5 متر وقد يصل في حالات نادرة إلى 1 متر، وغالبًا ما يكون بها جذوعان أو أكثر من القاعدة.
تتشكل أوراق العرعار في بخاخات مفتوحة بأوراق شبيهة بالقشور بطول يتراوح ما بين 1-8 مم، وعرض يتراوح ما بين 1-1.5 مم، وتترتب الأوراق في أزواج متقابلة، مع أزواج متتالية متقاربة ثم متباعدة عن بعضها البعض بحيث تشكل لفات رباعية ظاهرة. ويتراوح طول المخاريط ما بين 10 و15 ملم، وتنضج وتتلون باللون الأخضر في غضون حوالي 8 أشهر من حدوث التلقيح، ويكون لها أربعة قشور سميكة مرتبة في زوجين متقابلين. يتراوح طول بذور النبات ما بين 5-7 مم، ويبلغ عرضها 2 مم، ويكون لها جناح ورقي يتراوح عرضه ما بين 3-4 ملليمتر على كل جانب.

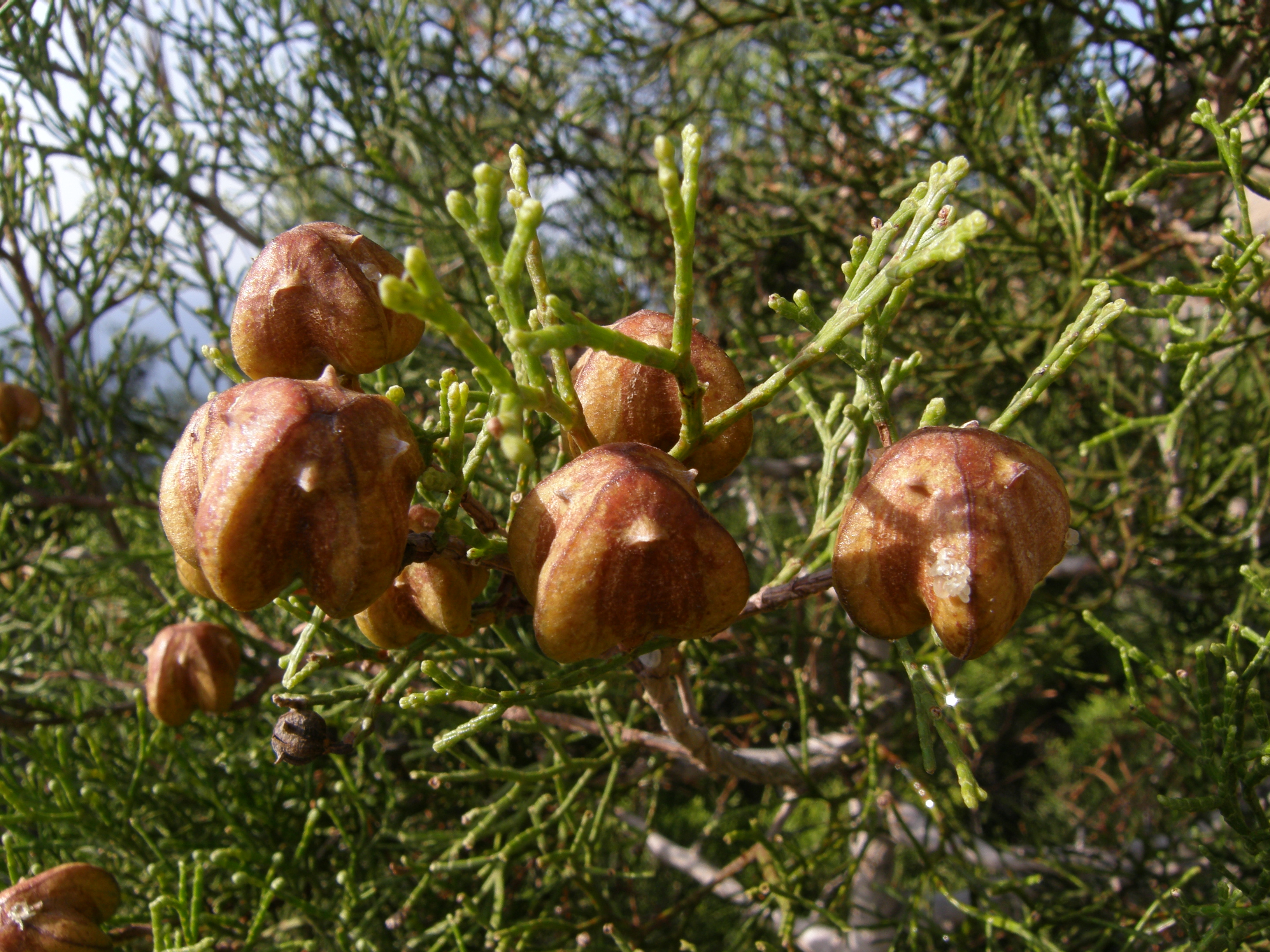
أشجار العرعار في حديقة الحسيمة الوطنية

يُعدّ نبات العرعار واحدًا من عدد قليل فقط من الصنوبريات القادرة على التكاثر إذ أنها تنمو مرة أخرى ويمكن أن تنبت من جذوع الأشجار، وهو ما يبقيها على قيد الحياة عقب حدوث حرائق الغابات وعقب تعرضها لمستويات معتدلة من تصفح الحيوانات. تشكل الأشجار القديمة التي نبتت بشكل متكرر على مدى فترة طويلة خيوطًا كبيرة في القاعدة.

## الاستخدامات
تعدّ شجرة العرعار هي الشجرية الوطنية في جمهورية مالطا حيث تستخدم هناك بكثرة محليا في مشاريع التشجير.
يستخدم راتنج أشجار العرعار المعروف باسم صمغ رهج الغار أو صمغ السانداراك في صناعة الورنيش والأصماغ وهي مواد ذات قيمة خاصة للحفاظ على اللوحات.
كما يستخدم كل من الخشب المعروف باسم خشب الثويا، وخشب الكباد، وخشب الزفير، والمعروف أيضًا تاريخيًا باسم خشب الثاين، في الأعمال الخشبية المزخرفة، وخاصة الخشب المستخرج من البرميل الموجود في قاعدة جذع شجرة العرعار. أدى عدم استقرار سوق الأخشاب في المغرب إلى إزالة الغابات على نطاق واسع. كما أن بعض الأنواع مهددة أيضًا بالرعي الجائر، والذي يمكن أن يمنع إعادة نمو الجذوع قبل أن تصبح طويلة بما يكفي لتكون بعيدًا عن متناول الماشية.

### في الزراعة
يُزرع نبات العرعار كشجرة زينة في المناخات الحارة والجافة، ويتم تقليمها لتشكل سياجا نباتيا لإضفاء الخصوصية والأمان، كما يمكن تدريب النبات لاستخدامه كعينات بونساي.

## سجل الحفريات
اكتُشفت حفريات أوراق نبات العرعار والحفريات المخروطية التي تعود إلى العصر الميسيني (حوالي 5.7 مليون سنة) في منطقة مونتي توندو وبورجو توسينيانو شمالي جبال أبينيني في إيطاليا.

## معرض الصور

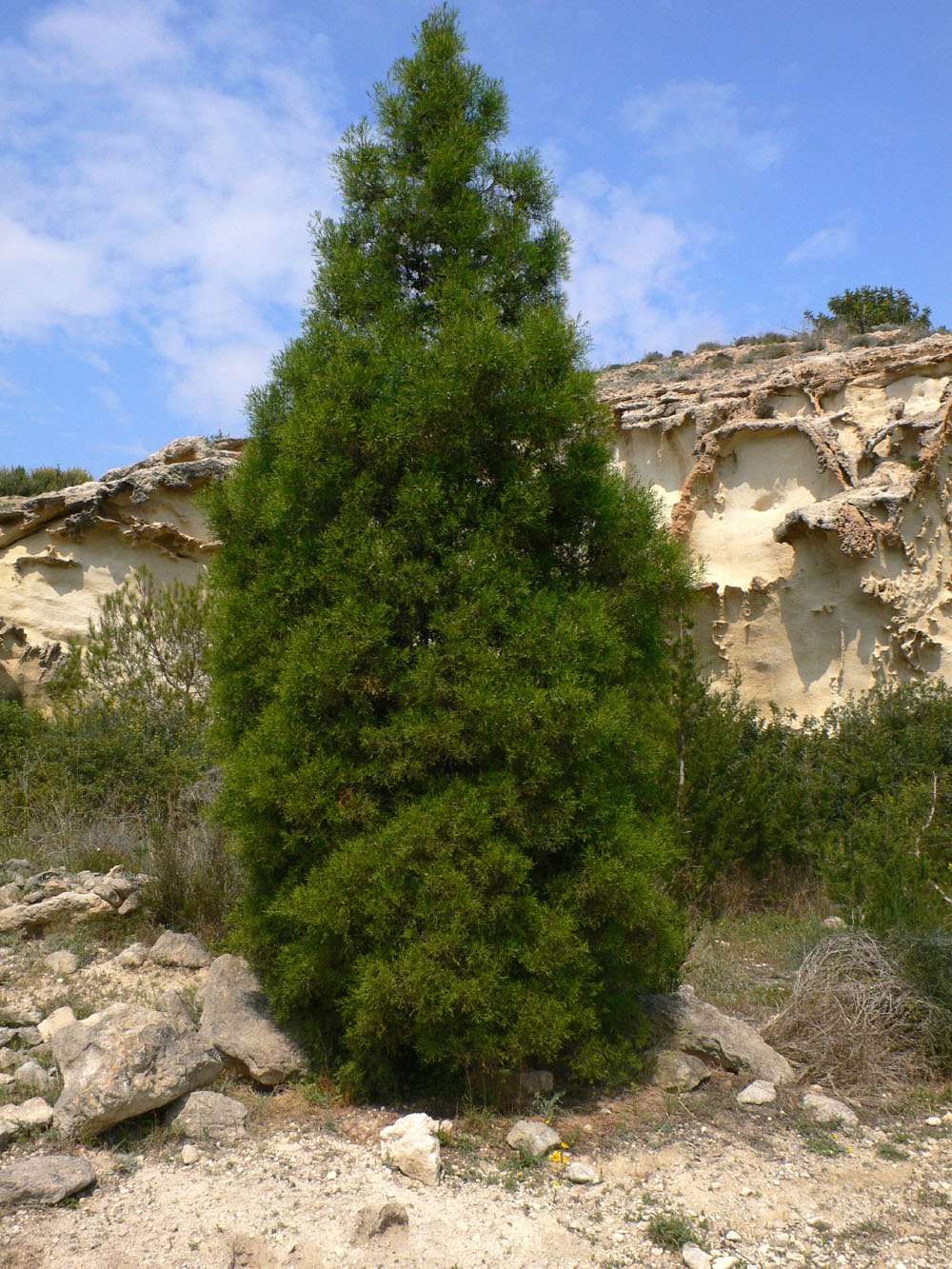
شجرة نبات العرعار المفصلي في جبال قرطاجنة بأسبانيا
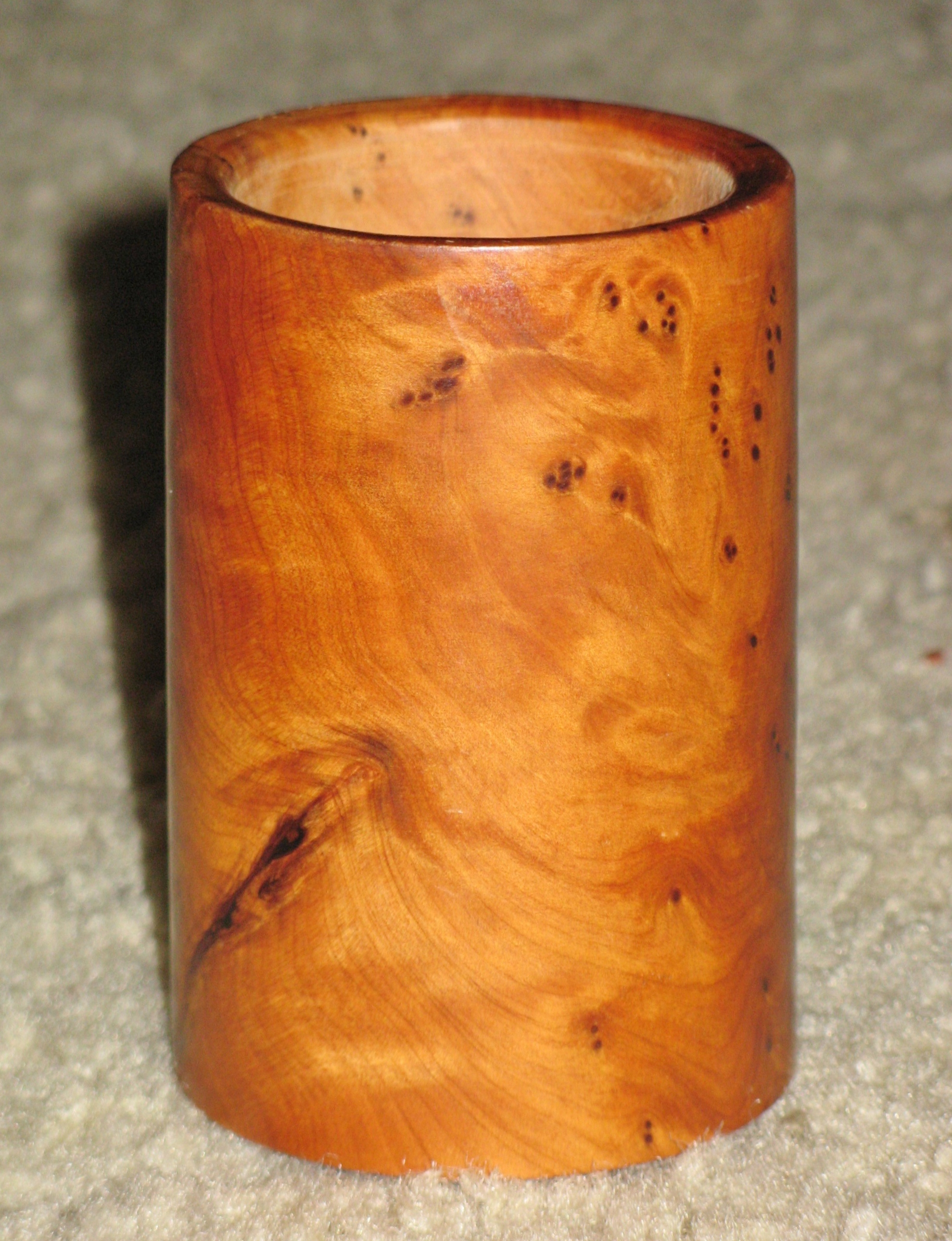
كوب مصنوع من أخشاب نبات العرعار من منطقة الصويرة بالمغرب
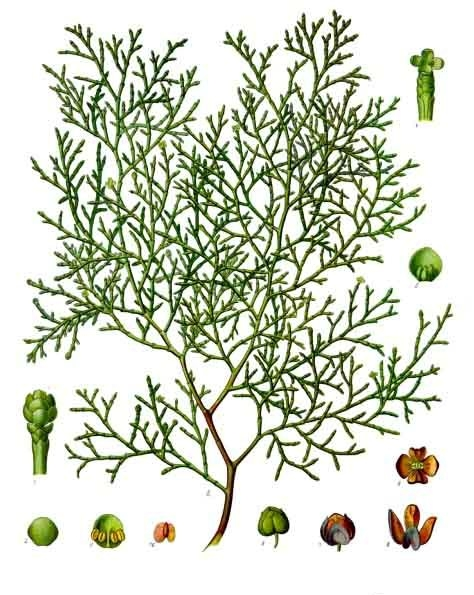
رسم توضيحي لنبات العرعار من كتاب نباتات كوهلر الطبية (1887)
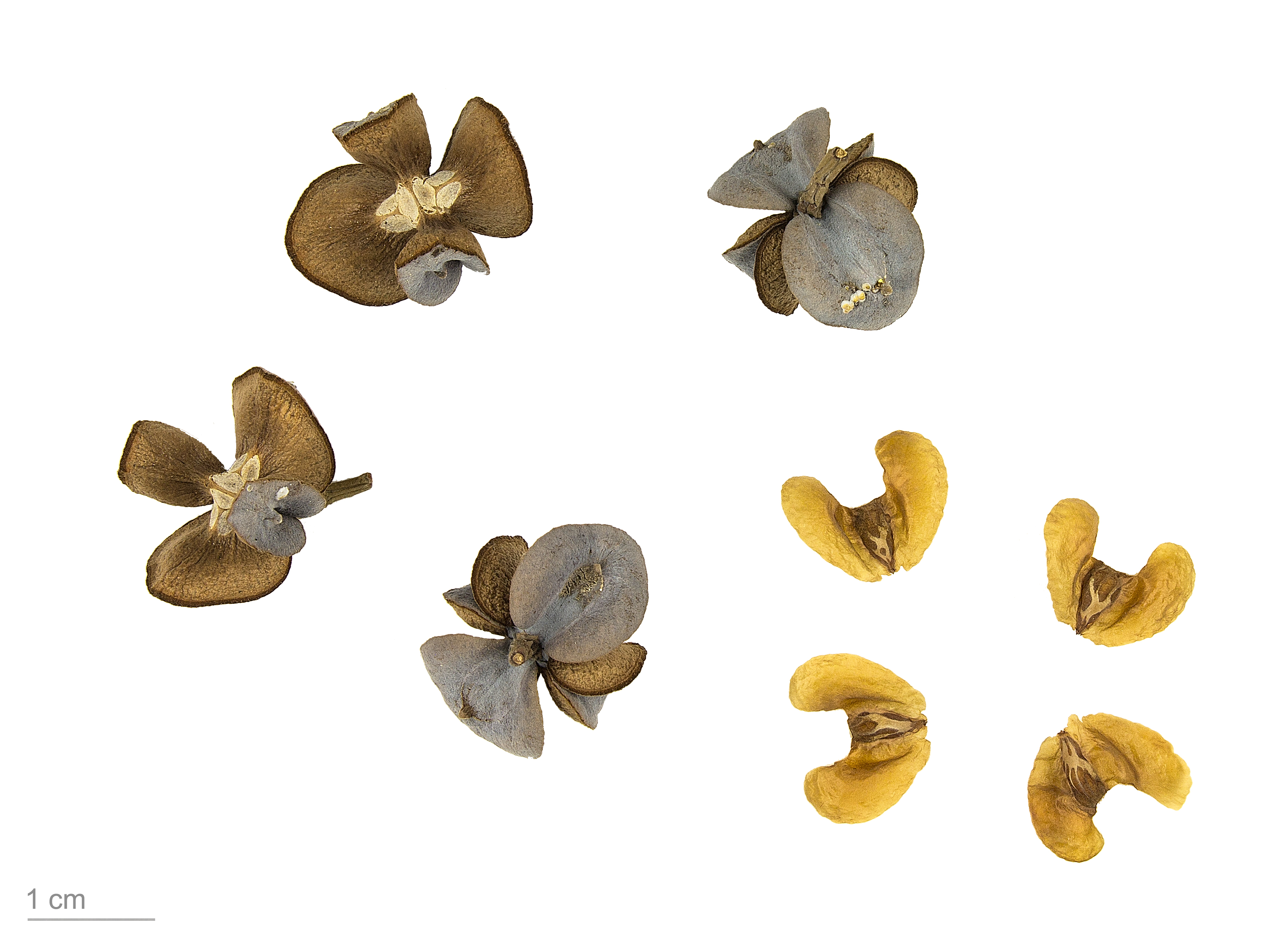
عرعار مفصلي في متحف تولوز